# Метлюк Денис Юрійович
Денис Юрійович Метлюк (рос. Денис Юрьевич Метлюк; 30 січня 1972, м. Тольятті, СРСР) — російський хокеїст, лівий нападник. 
Виступав за: «Лада» (Тольятті), «Герші Берс» (АХЛ), «Ак Барс» (Казань), «Салават Юлаєв» (Уфа), «Нафтохімік» (Нижньокамськ), «Хімік» (Воскресенськ), «Сибір» (Новосибірськ).
У складі молодіжної збірної Росії учасник чемпіонату світу 1992.
Брат: Пилип Метлюк.
Досягнення
- Чемпіон МХЛ (1996), срібний призер (1993, 1995)
- Срібний призер чемпіонату Росії (1997).